# Das Geheimnis der Flamingos
Das Geheimnis der Flamingos (Originaltitel The Crimson Wing: Mystery of the Flamingos, deutscher Verweistitel: Auf purpurnen Schwingen – Das Geheimnis der Flamingos) ist ein britisch-amerikanischer Dokumentarfilm über die Zwergflamingos in Tansania. Es wurde für Disneynature produziert.

## Handlung
Der Film zeigt das Leben der Zwergflamingos in ihren Nistgebieten an den Ufern des Natronsees in Tansania. Gezeigt werden unter anderem das Brüten und die Aufzucht der Vögel. Die Flamingojungen müssen zahlreiche Gefahren überstehen, darunter die Angriffe von Marabus und Tüpfelhyänen.
Die Handlung fokussiert schließlich auf das Leben eines einzelnen Kükens, das kurz nach der Geburt bei einer Marabu-Attacke von seiner Mutter getrennt wurde. Allein entkommt es den Marabus und schließt sich später den restlichen Flamingos wieder an.

## Kritik
Das Lexikon des internationalen Films lobte die „atemberaubenden Bilder“ und „reizvoll choreografierten Sequenzen“, die auch „die Grausamkeit der natürlichen Abläufe nicht unterschlagen“. Die Inszenierung ziehe „alle Register filmischen Erzählens“, wobei der Film jedoch „den Bogen der Vermenschlichung“ nicht überspanne.
Christian Horn schreibt für filmrezension.de, der Kommentar im Film nehme „sich weitgehend zurück und belässt es bei den wunderbaren Aufnahmen, einem 75-minütigen Best of des umfangreichen Rohmaterials.“ Er kritisiert aber auch, dass „der Flamingo-Film“ sich an seinem Ende verhasple: „Ein mögliches Schlussbild reiht sich ans nächste, während der nun dominante Off-Sprecher die Flamingos auf eine mythologische Ebene erhöhen will. Mit einem solchen Anliegen hat 'Das Geheimnis der Flamingos' auch schon begonnen, scheinbar ohne zu merken, dass derlei verkrampftes Ornament überhaupt nicht nötig ist.“

## Auszeichnungen
- 2008: International Film Music Critics Award – Nominierung für den IFMCA Award in der Kategorie Bester Original-Soundtrack für einen Dokumentarfilm (The Cinematic Orchestra)
- 2009: Jackson Hole Wildlife Film Festival – Auszeichnung Best of Festival in der Kategorie Bester Soundtrack (The Cinematic Orchestra)